# Comté d'Allegan
Le comté d'Allegan (Allegan County en anglais) est dans le sud-ouest de la péninsule inférieure de l'État du Michigan. Son siège est à la ville d'Allegan. Sa population est 105 665.

## Géographie
Le comté a une superficie de 4 748 km2, dont 2 143 km2 en surfaces terrestres.

### Comtés adjacents
- Comté d'Ottawa (nord)
- Comté de Kent (nord-est)
- Comté de Barry (est)
- Comté de Kalamazoo (sud-est)
- Comté de Van Buren (sud)